# Muhammad Shah I

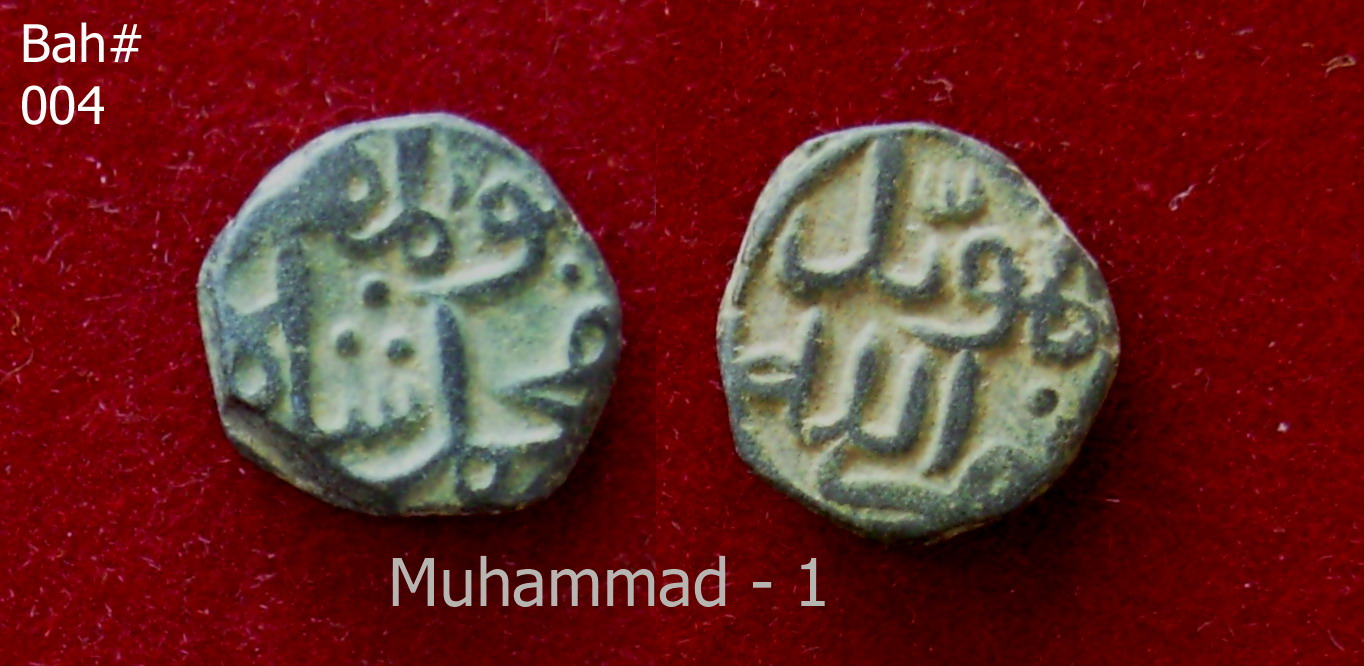
Monedes

Muhammad Shah I fou sultà de la dinastia bahmànida del Dècan (1358-1375).
Era el fill gran del primer sultà Ala al-Din Hasan Bahman Shah (1347-1358) conegut erròniament com a Hasan Gangu, i el va succeir l'11 de febrer de 1358. Fou l'organitzador de les quatre províncies o tarafes de l'estat i de l'exèrcit. Va organitzar una matança de banquers que fonien les monedes d'or que encunyava, i això va causar la guerra amb els estats hindús de Warangal i Vijayanagar. El seu tron de plata fou substituït pel Takht-e-Firoza (Tron Turquesa) el 23 de març de 1363, ofert pel raja de Warangal. Els territoris de Kanhaiya de Warangal (Telingana) foren envaïts el 1364 pels musulmans tres vegades i van matar el fill del raja, Veneyek Deva, fins que finalment aquest va signar un acord de pau pel qual cedia Golkonda i la seva regió a Muhammad i li pagava una forta indemnització.
Després va insultar a Bukka I de Vijayanagar i aquest va envair el doab de Raichur i va conquerir Mudgal massacrant a la guarnició. Llavors Muhammad va reunir l'exèrcit i va marxar contra el rei de Vijayanagar i el va derrotar recuperant Mudgal. Va restar en aquesta fortalesa durant el monsó i el 1367 es va trobar amb Bukka I a Kawthal i el va derrotar altre cop matant a molts dels seus la major part civil (es diu que 400.000). Bukka va demanar la pau i va acceptar pagar una indemnització de guerra, i es va acordar que en les futures guerres els civils no serien massacrats pels musulmans.
El 1367 va retornar a la seva capital i va acabar la mesquita de Gulbarga (la Shah Bazaar Masjid) on també va construir la Jama Masjid a la fortalesa.. Tot seguit va iniciar la lluita contra el seu cosí Bahram Khan Mazanderani que s'havia revoltat a Daulatabad uns anys abans. El va derrotar i va expulsar els caps militars rebels cap al Gujarat.
Va morir el 21 d'abril de 1375, sembla que d'un excés de beguda, i el va succeir el seu fill gran Ala al-Din Mudjahid Shah (1375-1378)